# Васубандху
Васубандху (санскр. वसुबन्धु; IAST: Vasubandhu; кит. 世親 Шицинь; яп. 世親, Сэсин; кор. 세친, Сечхин) — индийский философ — энциклопедист, буддийский монах, основавший вместе со своим старшим братом Асангой школу Йогачара. Васубандху — один из самых значительных мыслителей, внёсший огромный вклад в дальнейшее развитие буддизма.

## Биография
Васубандху родился в Гандхаре в семье брахмана. Он был современником Чандрагупты I, отца Самудрагупты, что говорит о том, что он жил в IV веке нашей эры. Имя Васубандху означает «Родственник Изобилия».
Он попал в монастырь Сарвастивады (Вайбхашика), где изучал Абхидхарму по своду Махавибхаши. Не удовлетворённый обучением, он решил собрать материалы по Абхидхарме самостоятельно и написал в стихах трактат Абхидхармакоша, снабдив его своими комментариями. В трактате содержится детальный обзор предмета, а также критика отдельных положений Махавибхаши с позиций школы Саутрантика, с учителями и представителями которой он активно общался.
Во время работы над Абхидхармакошей Васубандху путешествовал по разным городам и монастырям. Встретившись со своим учителем Буддхамитрой, он отрицательно высказывался о Махаяне, считая трактат своего брата Асанги о системе Йогачара слишком громоздким, и даже посмеивался над её сложностью. Он и Асанга являются членами «Шести украшений» или шестью великими комментаторами учения Будды.
Притворившись больным, Асанга вызывает Васубандху в Пурушапуру, где тот вопрошает его о махаянском учении, после чего немедля постигает его превосходство над буддизмом Хинаяны. Освоив очень быстро это учение, Васубандху раскаивается в своих прежних «грехах» против Махаяны и едва не решается отрезать себе за них язык, но Асанга предлагает ему более эффективный способ «покаяния» — использовать свой орган речи на пользу «Великой Колеснице». Васубандху принимает этот совет и после смерти Асанги пишет комментарии ко многим махаянским сутрам и собственные трактаты. Изучая Махаяну, он написал комментарии на Акшаяматринирдеша-сутру и на Даша-бхумику. Затем он занялся детальным описанием фундаментальных основ Йогачары и написал большое количество сочинений.
Васубандху завершает свои дни в Айодхье в возрасте 80 лет.
Большое влияние на развитие дальневосточного буддизма оказали его трактаты «Тридцать строф» (Тримшика, Trimśikā) и далее «Двадцать строф» (Вимшатика, Vimśatikā), кроме того он написал, в частности:
- Комментарий к «Махаяне вкратце» (Махаяна-самграха, Mahāyāna-samgraha);
- Сутру «Десяти ступеней» (Дашабхумикабхасья, Daśabhūmikabhāsya);
- «Четыреста гимнов» (Чатухшатака-шастра, Catuhśataka-śāstra);
- «Ясное введение к 100 дхармам» (Махаяна шатадхарма-пракашамукха шастра, Mahāyāna śatadharmā-prakāśamukha śāstra);
- Комментарий к «Великой Амитабха-Сутре» (Амитаюс-сутропадеша, Amitayus sutropadeśa);
- Рассуждения о Чистой Земле (Сукхавати-вьюхопадеша , Sukhāvatī-vyūhopadeśa).

Некоторые современные буддологи сомневались, что такое огромное количество сочинений мог написать один человек, и предполагали существование двух Васубандху — одного из школы Саутрантика и одного из школы Йогачара. Однако тщательное исследование литературы опровергает эту гипотезу — найден, в частности, анонимный трактат Абхидхарма-дипа (Abhidharma-dīpa), критикующий Абхидхармакошу, из которого ясно, что Васубандху — единый автор всех книг.

## Дискуссии при дворе царей

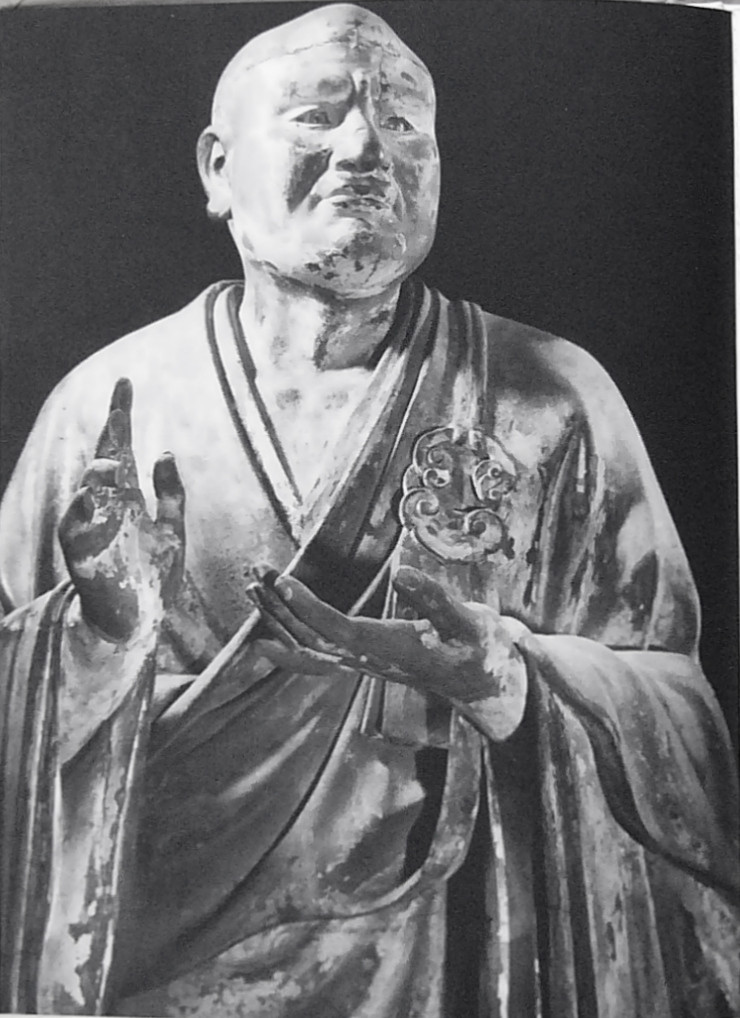
Статуя Васубандху в Кофуку-дзи, Япония. Скульптор Ункэй.

После написания Абхидхармакоши Васубандху обрёл большой авторитет и покровительство двух царей династии Гупта — Викрамадитья и Баладитья, которые, предположительно, соответствовали царям Скандагупта (455—467) и Нарасимхагупта (467—473). В биографиях Васубандху подробно рассказывается, как он многократно побеждал в интеллектуальных спорах с эрудированными и искушёнными представителями разных школ и получал от царей большие призы — так царь Чандрагупта II наградил его 300 тыс. золотых монет за победу над школой самкхья.
Став очень богатым, Васубандху использовал деньги для открытия новых монастырей. Один монастырь он открыл для представителей Махаяны, один — для своих старых коллег из школы Сарвастивада, а также женский монастырь. Он поддерживал монастыри разных школ, занимался активной благотворительной деятельностью и после смерти был признан Бодхисаттвой, некоторые школы считают его вторым Буддой.
В традиции китайской школы Чань, Васубандху является двадцать первым патриархом от самого Будды.

## Время жизни Васубандху и биографические источники
Биографы дают о жизни Васубандху противоречивые сведения. Наиболее полной биографией считается китайская Посоупаньдоу Фаши Цзюань («Биография мастера Васубандху»), переведённая на китайский Парамартхой (499—569), содержащая также полулегендарные сведения и не лишённая противоречий. Другой китайский источник — Си Ю Цзи («Путешествие на Запад»), составленный Сюаньцзаном (600—664).
Сюань Цзан «уточняет» повествование Парамартхи: Абхидхарма-коша была составлена не в Айодхье, а в Пурушапуре, тогда как обращение Васубандху его братом Асангой состоялось, напротив, не в Пурушапуре, а в Айодхье; прежним учителем Васубандху был не Буддхамитра, но Маноратха из школы Саутрантика; наконец, смерть Васубандху произошла не после смерти Асанги, а до неё.
Имеется также информация в тибетских источниках, в частности, Таранатха и Будон упоминают о его жизни в своих сочинениях.
Васубандху прожил около восьмидесяти лет, в датировке его жизни мнения учёных расходятся. По крайним оценкам, он жил с 270 по 350 или с 420 по 500, однако теория о двух разных Васубандху не выдерживает критики.